# Língua crioula inglesa de Granada
A língua crioula inglesa de Granada é uma língua crioula de base inglesa falada em Granada. Ele é um membro do ramo sul das línguas crioulas baseados no inglês do Atlântico, juntamente com o crioulo inglês de Barlavento (Antiga e Barbuda, São Cristóvão e Neves e Monserrate), o crioulo bajan (Barbados), o crioulo belizenho (Belize), o crioulo da Guiana (Guiana), o crioulo de Tobago, o crioulo de Trindade (Trindade e Tobago), o crioulo de São Vicente (São Vicente e Granadinas), e o crioulo das Ilhas Virgens (Ilhas Virgens). É a língua nativa de quase todos os habitantes de Granada, ou aproximadamente 89.200 falantes nativos.

## História
O primeiro assentamento bem sucedido por um poder colonial ocidental ocorreu em 1650, quando os franceses a partir da Martinica estabeleceram contato amigável com os nativos Caribes. Granada foi colonizada com sucesso, pela primeira vez, pelos franceses em 1650 e houve um período ininterrupto de administração francesa até 1763, 113 anos, antes da ilha passar para as mãos dos britânicos. Após os britânicos permanecerem na posse por cerca de 16 anos, os franceses recapturaram a ilha em 1779 depois de uma batalha sangrenta. Fort Royal (mais tarde São Jorge) foi saqueada e pilhada. A tensão era elevada. Os novos ocupantes franceses tornou as coisas muito ásperas para os instituidores britânicos e costumes franceses, tradições francesas e da língua francesa foram predominantes.
Os britânicos assumiram o controle da ilha, no século XVIII, e governou até sua independência em 1974. Apesar da longa história do domínio britânico, a herança francesa de Granada é ainda evidenciada pelo número de estrangeirismos franceses no crioulo inglês de Granada. O caráter francófono de Granada foi ininterrupta por mais de um século antes o domínio britânico. Isso garantiu que a língua em Granada nunca poderia ser visto a menos nessa luz.
A Grenada Creole Society fundada em 2009 implementou a missão de pesquisar e documentar a língua em Granada. As primeiras conclusões foram publicadas no livro Double Voicing and Multiplex Identities em 2012.